# Мартынов, Анатолий Иванович (археолог)
Анатолий Иванович Мартынов (род. 11 марта 1933, Звенигород, Московская область, РСФСР, СССР) — советский и российский археолог, историк, педагог, профессор Кемеровского государственного университета (1980). Доктор исторических наук (1975). Заслуженный деятель науки РФ (1995). Почётный гражданин Кемеровской области.

## Биография
Анатолий Иванович Мартынов родился в Звенигороде 11 марта 1933 года. В 1955 году окончил исторический факультет Московского областного педагогического института (МОПИ) по специальности — историк, преподаватель истории. По распределению направлен на работу в Кемеровскую область.
С августа 1955 года живёт в Кемерове. С 1955 по 1959 год работал директором Областного краеведческого музея, создавал музей заново, после его закрытия в 1941 году.
С августа 1956 года непрерывно работает в Кемеровском государственном университете.
В 1963 году защитил кандидатскую диссертации по археологии («Обь-Чулымская лесостепь в эпоху бронзы и раннего железного века») в Совете СО АН СССР, став первым кандидатом наук — археологом в Кузбассе. В 1975 году стал первым в Кузбассе доктором наук по археологии (диссертация «История лесостепных тагарских племен в VI—I вв. до н. э.»; первоначальный вариант «История тагарско-таштыкского населения лесостепной части Южной Сибири», 1973).
В 1960—1980 годах работал на общественных началах заместителем председателя Кемеровского областного отделения ВООПИК. В 1960—1980-е годы по его инициативе в Кемеровской области был создан и успешно работал первый в стране научный археологический лагерь молодежи и школьников «Родина» со стационарной базой в Тисуле. Сотни школьников ежегодно принимали непосредственное участие в археологических раскопках в Кузбассе, приобщались к «живой» истории. При его помощи создавались школьные музеи в ряде школ Кемеровской области. В 1970-е годы по инициативе ученого были заложены основы археологического музея при КемГУ, ныне одного из крупнейших в вузах Сибири «Музея археологии, этнографии и экологии Сибири».
С 1973 по 2023 год А. И. Мартыновым подготовлены и опубликованы 10 изданий учебника «Археология» для вузов страны, выпущенных издательствами «Высшая школа», Юрайт (Москва). В настоящее время Кузбасс (Кемерово) является единственным в стране центром по подготовке базового учебника по археологии для высшего исторического образования. Учебник А. И. Мартынова «Археология» в 2018 году был выдвинут на соискание премии правительства РФ в области образования. В ходе публичного обсуждения учебник получил поддержку 20 университетов России, многих известных археологов, семи академиков и член-корреспондентов РАН.
В 1973—1977 годах был секретарём парткома Кемеровского государственного университета. В 1975 году по инициативе А. И. Мартынова Приказом МВО СССР в КемГУ была открыта первая в Сибири кафедра археологии. С 1975 по 1980 год был членом научно-методического совета по истории Министерства высшего и среднего специального образования СССР.
В 1980 году был командирован Минвузом СССР для чтения лекций на один семестр в Иллинойский университет (США). С отдельными лекциями по археологии выступал в университетах Лос-Анджелеса, Чикаго, Сан-Франциско, Милуоки, Беркли, Гарвардском и Колумбийском университетах США.
В 1980—1990 годах по инициативе учёного и при непосредственном его участии был музеефицирован первый в Сибири и России археологический памятник наскального искусства — Томская писаница и при поддержке Администрации Кемеровской области Распоряжением Правительства РСФСР был создан Комплексный историко-культурный и природный музей-заповедник «Томская писаница».
Баллотировался в депутаты Совета национальностей последнего созыва Верховного Совета СССР.
В 1993—1997 годах был председателем Кемеровского областного отделения Российского фонда культуры. В 1996 году являлся председателем Общественного Совета Кемеровской области по выборам Президента РФ. Был приглашен в Кремль для участия в инаугурации Президента Б. Н. Ельцина и награждён именными часами.
За 57 лет работы в Кемеровском госуниверситете А. И. Мартынов подготовил сотни специалистов в системе высшего образования, 40 кандидатов исторических наук и 7 кандидатов культурологии, 11 докторов исторических наук. Ныне главный научный сотрудник научно-инновационного управления КемГУ. Действительный член РАЕН.

## Научная деятельность
Анатолий Мартынов внес большой личный вклад в теорию и практику современной археологии, в разработку новых направлений науки: открыл лесостепную тагарскую культуру I тыс. до н. э. на северо-востоке Кемеровской области и сопредельной территории Красноярского края; внес вклад в изучение скифо-сибирского мира I тыс. до н. э., доказал, что скифо-сибирский мир — это особый тип цивилизации, система древнейших раннегосударственных образований в степной Евразии; внес вклад в теорию и практику изучения памятников древнего наскального искусства, в разработку концепции современной системы сохранения, музеефикации и использования археологического наследия страны как ресурса современного общества.
В 1972 г. издательством «Искусство» (Москва) опубликована его совместная с академиком А. П. Окладниковым монография «Сокровища Томских писаниц»;
С 1958 по 2012 гг. им опубликовано 372 научных публикации: монографии, статьи, тезисы, учебники, учебные пособия, учебные программы. Научные статьи проф. А. И. Мартынова опубликованы на разных языках в США, Франции, Испании, Италии, Венгрии, Японии, Китае, Турции, Литве, Казахстане, Азербайджане.
Наиболее значительные работы, имеющие международное, всесоюзное или всероссийское значение, следующие:
- Сокровища Томских писаниц. — М.: Искусство, 1972. — 264 с.
- Лесостепная татарская культура. — Новосибирск, 1979. — 204 с.
- Sziberial Sziklarajsok. — Budapest, 1983. — 234 p.
- The Ancient Art of Northen Asia. — Chicago, Illinois Press, 1991. — 302 p. (на англ. яз.).
- The Sun Symbol of power and Life. — Pub. UNESCO. — Paris, 1993.
- The Solar Cult and the Tree of Life // Arctic Antropology. — 1988. — N 2.
- История Сибири: в 5 т. — Т. 1, гл. 1, 4, 5. — Новосибирск, 1968.

С 1973 по 2011 гг. им опубликовано 7 изданий учебника «Археология» для вузов страны:
- Археология. — М.: Высшая школа, 1973. — 295 с.
  - Изд. 2-е. — М.: Высшая школа, 1982. — 271 с.
  - Изд. 3-е. — М.: Высшая школа, 1996. — 415 с.
  - Изд. 4-е. — М.: Высшая школа, 2000. — 440 с.
  - Изд. 5-е. — М.: Высшая школа, 2005. — 448 с.
  - Изд. 6-е. — М.: Высшая школа, 2008. — 448 с.
  - Изд. 7-е. — М.: Юрайт, 2012. — 460 с. а также
  - Баку, 1990. — 240 с. (на азербайджанском языке).

- Методы археологических исследований. — М.: Высшая школа, 1998, 2002 (в соавторстве с Я. А. Шером).
- Культурогенез: учебное пособие. — М.: Высшая школа. — 345 с.
- Скифо-сибирский мир Евразии: учебное пособие. — М.: Высшая школа, 2009.- 197 с.

Все учебники А. И. Мартынова имеют гриф Минвуза СССР или Минобрнауки РФ как основные по высшему историческому образованию.
За 57 лет непрерывной работы в Кемеровском госуниверситете/пединституте А. И. Мартынов принимал участие в подготовке тысяч педагогических кадров. Им подготовлено 39 кандидатов наук, из них 11 стали докторами наук, двое имеют дипломы международного образца.

## Награды
- Почетное звание «Заслуженный деятель науки России». Указ Президента РФ от 07.12.1995 г.
- Орден Почёта — За достигнутые трудовые успех"и и многолетнюю добросовестную работу". Указ Президента РФ от 31 октября 2007 г.
- Медаль «Ветеран труда». 3.08.1984 г.
- Медаль «За особый вклад в развитие Кузбасса» 3-й степени. 2003 г., 2-й степени. 2007 г.
- Медаль «За веру и добро». 2008 г.
- Медаль в честь 65-летия Кемеровской области. 2008 г.
- Медаль Русской православной церкви (РПЦ) «В честь святого защитника отечества Александра Невского». 2002 г.
- «Орден Почёта Кузбасса». 02.2012 г.